# Antonio Urrutia
Antonio Urrutia (* 27. September 1961 in Guadalajara, Mexiko) ist ein mexikanischer Filmregisseur und Autor, der 1997 für und mit seinem Film De tripas, corazón für einen Oscar nominiert war.

## Biografie
Urrutias Karriere begann mit dem Kurzfilm De tripas, corazón, der ihm nicht nur diverse Preise einbrachte, darunter einen Preis der mexikanischen Akademie, sondern auch eine Nominierung für einen Oscar in der Kategorie „Bester Kurzfilm“. Ebenso wie für seinen Hauptdarsteller in diesem Film, Gael García Bernal, war es auch für Urrutia insoweit sein erster Film, als man die beiden Kurzfilme von 1990 und 1994 unter den Tisch fallen lassen kann, von denen nicht weiter Notiz genommen wurde. Urrutia erzählte später, dass sie beide Todesangst gehabt hätten, was sie sich gegenseitig auch gestanden hätten. Auch Urrutias nächster Film war ein Kurzfilm, nämlich Sin Sostén, der bei den Internationalen Filmfestspielen von Cannes 1998 für die Goldene Palme nominiert wurde und mehrere andere internationale Preise einsammeln konnte. Im Film geht es um einen Mann, der versucht Selbstmord zu begehen, indem er sich vom obersten Stockwerk eines Hochhauses hinunterstürzen will. Dabei wird von einem Cowboy und einem Pin-Up-Girl genau beobachtet. Bei ihnen handelt es sich um zwei Figuren auf Plakatwänden. 
Auch unzählige Werbespots gehören zu Urrutias Arbeiten; mit zu seinen erfolgreichsten gehören die Cardiologos, wofür er im Jahr 2000 von der FIAP, einem weltweit tätigen Dachverband für Amateur- und Profifotografen, mit Silber ausgezeichnet wurde. Auch stammen Spots für Coca-Cola, die 2002 auf der Liste der 25 besten Werbespots der Welt landeten, von ihm.
In einem Interview, das Urrutia Produ gab, erzählte er, dass sein Lieblingsfilmregisseur Alexander Payne sei, der ihn „mit der Menschlichkeit seiner Geschichten und seiner Charaktere inspiriere“. Seinen ersten Spielfilm, Asesino en serio (DVD-Titel Serious Killer, weltweiter Titel I Murder Seriously), drehte Urrutia im Jahr 2002. Der Film zeigt die Arbeit eines Polizeibeamten, der sich mit einem seltsamen Fall befassen muss: Ein Priester ist für eine Reihe einzigartiger Morde verantwortlich. Er hat Prostituierte mit Orgasmen getötet. Der Film wurde von den Kritikern gefeiert, was sich auch an den Kinokassen in Spanien, Mexiko und in ganz Lateinamerika niederschlug. Zu Urrutias erfolgreichen Filmen gehört auch der von TV Azteca produzierte fünfminütige Kurzfilm Verdad Que No Fue Mi Culpa? (frei übersetzt Es war nicht meine Schuld, oder?), der auf etlichen internationalen Festivals lief und anlässlich der Zweihundertjahrfeier Mexikos im Jahr 2010 Premiere hatte.
Urrutia widmet die meisten seiner Projekte seinem Sohn Bruno, der eine fotografische Dokumentation über seine Reise mit einem Motorrad durch Südamerika gemacht hat.

## Filmografie (Auswahl)
- 1990: La aventura (Kurzfilm; Drehbuch, Regie)
- 1994: Amor po menos (Kurzfilm; Drehbuch, Regie)
- 1996: De tripas, corazón (Kurzfilm; Drehbuch, Regie)
- 1998: Sin sostén (Kurzfilm, Autor, Regie)
- 2002: Asesino en serio (Regie)
- 2011: ¿Verdad que no fue mi culpa? (geschrieben von Urrutia, Regie)

## Auszeichnungen
- Ariel Awards 1996, Mexiko: Gewinner des Silver Ariel für und mit De tripas, corazón in der Kategorie „Bester Kurzfilm“ (Mejor cortometraje de Ficción)
- Festival du Court-Métrage de Clermont-Ferrand 1996: Lobende Erwähnung der Jury in einem internationalen Wettbewerb für und mit De tripas, corazón
- Oscarverleihung 1997: Oscarnominierung für und mit De tripas, corazón in der Kategorie „Bester Kurzfilm“
- Algarve International Film Festival 1997: Gewinner International Jury Award für und mit De tripas, corazón in der Kategorie „Bester belletristischer Film bei den Profis“ sowie „Gewinner des Audience Jury Awards“
- Internationale Filmfestspiele von Cannes 1998: Nominierung für und mit Sin sostén für die Goldene Palme in der Kategorie „Bester Kurzfilm“
- Guadalajara International Film Festival 1998: Gewinner gemeinsam mit René Castillo für und mit Sin sostén in der Kategorie „Bester Kurzfilm“
- Seattle International Film Festival 1998: Gewinner des Golden Space Needle Award gemeinsam mit René Castillo für und mit Sin sostén in der Kategorie „Bester Kurzfilm“
- Ariel Awards 1999, Mexiko: Gewinner des Silver Ariel gemeinsam mit René Castillo für und mit Sin Sostén in der Kategorie „Bester animierter Kurzfilm“ (Mejor Cortometraje de Animación)
- Sitges Festival Internacional de Cinema Fantàstic de Catalunya 2002: Nominiert für und mit Asesino en serio in der Kategorie „Bester Film“